# NGC 6679
NGC 6679 est une galaxie compacte, mais de type inconnu. Elle située dans la constellation du Dragon. Sa vitesse par rapport au fond diffus cosmologique est de 6 582 ± 21 km/s, ce qui correspond à une distance de Hubble de 97,1 ± 6,8 Mpc (∼317 millions d'al). NGC 6679 a été découverte par l'astronome américain Lewis Swift en 1885.
En raison d'une brillance de surface égale à 10,80 mag/am2, on peut qualifier NGC 6679 de galaxie présentant une brillance de surface élevée.

## Identification de NGC 6677, NGC 6679 et IC 4763
Il existe une grande confusion au sujet de l'identité de NGC 6677 et NGC 6679, ainsi que d'IC 4763 qui est soit l'une ou l'autre dépendant de la source consultée.
Trois des sources consultées (le professeur Seligman et les bases de données Simbad ainsi que NASA/IPAC) identifient NGC 6677 à PGC 62035. C'est cette galaxie qui est décrite dans cette page. De plus, ces trois sources soutiennent que IC 4763 et NGC 6677 sont une même galaxie. Toujours selon ces trois sources, la galaxie NGC 6679 est PGC 62026.
La base de données HyperLeda identifie NGC 6677 à PGC 62305 comme les trois sources précédentes, mais soutient que cette galaxie est aussi IC 4763. Quant à Wolfgang Steinicke, il identifie NGC 6677 à PGC 62069 (la galaxie voisine de NGC 6679, sans doute une erreur de frappe, car il s'agit bien de PGC 62026 selon les autres désignations) et à IC 4763, puis NGC 6679 à PGC 62035.